# Luci Papiri Masó
|  | Per a altres significats, vegeu «Luci Papiri Masó (pretor)». |

Luci Papiri Masó (en llatí Lucius Papirius Maso) va ser un magistrat romà que va viure al segle iv aC. Sembla que va ser la primera persona de la gens Papíria que va portar el cognomen Masó.
Va obtenir la magistratura d'edil curul l'any 312 aC. Per Ciceró, que l'anomenava "edilicius", s'ha sabut que no va exercir cap altra magistratura superior.